# Награда Перо деспота Стефана Лазаревића
Награда Перо деспота Стефана Лазаревића је песничко признање са циљем да „оживи и реинкарнира историјско памћење на непролазне духовне творевине” које се од 1991. године додељује на манифестацији Видовданско песничко бденије у манастиру Грачаници, уочи Видовдана. Награда се састоји од златног пера, повеље и новчаног износа.

## Добитници
Добитници награде су следећи књижевници:
- 1991 — Радосав Стојановић
- 1992 — Александар Аца Деспотовић (1933)
- 1993 — Србољуб Тасић
- 1994 — Пера Стефановић
- 1995 — Мирко Жарић
- 1996 — Благоје Савић
- 1997 — Милосав Тешић
- 1998 — Радомир Стојановић (1942)
- 1999 — Манифестација није одржана
- 2000 — Сунчица Денић
- 2001 — Милан Михајловић (1966)
- 2002 — Ненад Раденковић (1966)
- 2003 — Новица Соврлић (1956)
- 2004 — Бранимир Бојић
- 2005 — Дане Стојиљковић
- 2006 — Дејана Николић (1965)
- 2007 — Милосав Јовановић
- 2008 — Манојле Гавриловић
- 2009 — Горан Ђорђевић
- 2010 — Видосава Арсенијевић (1968)
- 2011 — Милош Јанковић
- 2012 — Валентина Питулић (1963)
- 2013 — Љубиша Ђидић
- 2014 — Никола Маловић
- 2015 — Милена Марковић
- 2016 — Ивана Димић[4]
- 2017 — Владимир Кецмановић[5]
- 2018 — Оливера Недељковић[6]
- 2019 — Јана Алексић[7]
- 2020 — Слободан Јовић[8]
- 2021 — Никола Живановић[9]
- 2022 — Петар Матовић[10]
- 2023 — Жарко Миленковић[11]